# 塞巴斯蒂亚诺·孔卡
孔卡（Sebastiano Conca，1679年—1764年），義大利畫家，生於加埃塔，並在那不勒斯，弗朗西斯科·索利梅那（Francesco Solimena）的門下習畫。
1706年，定居於羅馬，並由他的兄弟照料他的生活。
當時的教皇命他在特拉斯泰韋勤的聖切奇利阿教堂畫「聖切奇利阿加冕」，於1725年完成。